# Arroyo Polancos
Der Arroyo Polancos ist ein im Südwesten Uruguays gelegener kleiner Flusslauf.
Er entspringt östlich von Agraciada auf dem Gebiet des Departamento Colonia nahe der Grenze zum Nachbardepartamento Soriano. Von dort verläuft er in südliche Richtung und mündet als rechtsseitiger Nebenfluss in den Arroyo de las Víboras. Auf seinem Weg wird er von den rechtsseitigen Zuflüssen del Sauce und Arroyo Polancos Chico gespeist.